# فریدام (ایندیانا)
فریدام (به انگلیسی: Freedom) یک منطقهٔ مسکونی در ایالات متحده آمریکا است که در شهرستان اوون، ایندیانا واقع شده‌است. فریدام ۱۶۴ متر بالاتر از سطح دریا واقع شده‌است.